# (29870) 1999 GV4
1999 جي في 4 (ويعرف أيضًا باسم (29870) 1999 جي في 4 وفق تسمية الكوكب الصغير) (بالإنجليزية: 1999 GV4)‏ هو كويكب ضمن حزام الكويكبات؛ وترتيبه 29870 من حيث الاكتشاف.
اكتُشف هذا الجُرم الفلكي بواسطة Charles W. Juels ‏ في 11 أبريل 1999.

## وصلات خارجية
- (29870) 1999 GV4 في قاعدة بيانات مختبر الدفع النفاث لأجرام النظام الشمسي الصغيرة

- الاكتشاف · مخطط المدار ·  العناصر المدارية · المعلمات المادية

- (29870) 1999 GV4 على موقع ويكي سكاي: DSS2, SDSS, GALEX, IRAS, Hydrogen α, X-Ray, Astrophoto, Sky Map, Articles and images